# Калдараши
Калдараши (още и кардараши, кардераши, калдераш; от ром. calderar – „бакърджия“) е циганска общност. Сред българите са известни и като „сръбски цигани“. Според някои изследователи това е най-гoлямата ромска общност с численост от над един милион души по цял свят. Традиционната религиозна принадлежност на калдерашите в България е Източното православие, докато в Западна Европа и Северна Америка са католици. Името на тази циганска подгрупа произлиза от румънското caldera – котел. Значителна част от тях идват в България в периода между Първата и Втората световна война от Беломорска Тракия, Вардарска Македония и Северна Сърбия (Войводина).
Калдарашите са едни от най-богатите племена от циганите. Техните сватби продължават с дни. Ритуалът изисква момичето да е девствено в първата брачна нощ. Снахата се купува от родителите на младоженеца с обичая баба хак; обикновено родителите на момата даряват тези пари на младото семейство по време на сватбата.
Калдарашите се различават от другите цигани с това, че не говорят на „р“. Препитават се с някакъв занаят, предимно като бакърджии, калайджии (ганосари) и други професии. Децата на калдарашите са образовани, както и някои от по-младите калдараши.
Калдарашите са субгрупата с най-много „барвале“ – големци, богати хора от циганските общности в страната. Известни са с това, че характерната професия при младите момичета е джебчийството, а при по-възрастните жени – хиромантията (врачуването на ръка). Специфичен потестарен орган за разрешаване на вътрешните конфликти между отделните членове и родове при калдерашите е т.нар. мешере (познато в Западна Европа като „kris“) – своеобразен трибунал ad hoc, характерен както за някои райони в Индия (т.нар. панчаят), така и за отделни селища в Източна Турция, откъдето вероятно произлиза и самата дума „мешере“ (Пампоров 2002).

## В България
Калдарашите се заселват в България от края на XIX век до Втората световна война, пристигайки от различни страни – Сърбия, Румъния, Италия, Австро-Унгария. Първоначално водят чергарски живот, като усядат през 40-те и 50-те години на XX век, донякъде заради принудителната политика на тоталитарния комунистически режим в страната. Макар да са малка част от циганите в България, те привличат значително обществено внимание с начина си на живот и обществената си активност.
Калдарашите имат силна групова идентичност, основана на общия им диалект на влашкия цигански, православната им религия и спазваната до голяма степен ендогамия. Те отчетливо се самоидентифицират като цигани и ром циганяк (в смисъл на истински цигани), разграничавайки се от останалите цигански групи, които наричат с пейоративното название цуцумани.

### Известни калдараши
Илия Илиев – лидер на ромската партия Движение за равноправен обществен модел (ДРОМ) (Костинброд)
Васил Боянов (Азис) – певец (Костинброд)
Вероника Диянова – юрист (гр. Русе)
Цветелин Кънчев – депутат (София)
Станчо Томов – (хирург) (Варна)

Горан Златков – юрист (София)